# Canibus
Canibus, också känd som Bis och Rip the Jacker, amerikansk hiphopartist, född Germaine Williams 1974 i Jamaica. Namnet är en förkortning till uttrycket Can I Bust.

## Biografi
Efter föräldrarnas skilsmässa flyttade Germain, vid tretton års ålder, till Bronx, New York, ett område där hiphopen sägs ha uppkommit. Under sin uppväxt väcktes ett intresse för beatboxing, breakdancing och rap. På grund av moderns arbete flyttade familjen ofta mellan olika städer i USA, vilket gjorde de sociala kontakterna lidande. 1992 gick Germain Williams ut High School och började arbeta för USA:s justitiedepartement som datoranalytiker.

## Musikkarriär
Canibus började rappa i början av 1990-talet och formade 1993 tillsammans med rapparen webb från Atlanta en duo vid namn T.H.E.M (The Heralds of Extreme Metaphors). Något som skapade stor uppmärksamhet kring namnet Canibus under tiden då han var med i T.H.E.M var ett legendariskt battle mot olika medlemmar i Wu-Tang Clan[källa behövs].
1996 splittrades duon och Canibus gav sig in i mixtape-branschen. Här 1997 kom han i kontakt med Ras Kass och gavs möjligheten att spela in låten "Uni-4-orm". Den här tiden brukar ibland kallas Canibus-eran[källa behövs] då han figurerade på en mängd mixtapes och freestyles med mycket imponerande[källa behövs] resultat. Canibus samarbetade också med gruppen The Lost Boyz på låten "Beasts from the East" där också Redman var med, och låten "My Crew". Hans verser i dessa två låtar anses[källa behövs] vara något av det bästa Canibus har gjort.
Genom artisten Jay-Z introducerades Canibus till rapparen och producenten Wyclef Jean. Via låtar som "Gone til November" och "Making a Name for Ourself", som Canibus spelade in med Common, blev han snabbt ett känt namn inom hiphopen. Något som gav Canibus stort erkännande i branschen[källa behövs] var hans medverkan i låten "4,3,2,1", i vilken han rappade tillsammans med DMX, Redman, Method Man och LL Cool J. Det var också detta samarbete som skulle både skapa en svacka och en topp i Canibus karriär. I denna låt yttrade Canibus raderna "L, is that a mic on your arm, let me borrow that". Han syftade då på tatueringen som legenden LL Cool J bär på sin arm. LL Cool J blev av någon anledning irriterad[källa behövs] på denna rad och hans svar startade en massiv konflikt mellan de två. Canibus svar till LL Cool J, kallad "2nd Round KO", blev den första singeln från hans första album "Can-I-Bus". Konflikten dog med tiden ut men Canibus släppte ytterligare en negativ låt om LL Cool J, kallad "Rip the Jacker".
"2nd Round KO" blev en stor kommersiell succé[källa behövs]. Dessvärre kan man inte säga det samma om själva albumet. "Can-I-Bus" blev sågat av en mängd kritiker[källa behövs], inklusive tidningen The Source. En åsikt som delades av många[källa behövs] var att Canibus texter inte passade ihop med de beats som Wyclef Jean producerat till skivan, och denna åsikt delades också av Canibus[källa behövs].
Mellan 1998 och 2000 var Canibus med i en del samarbeten med andra artister och på en del mixtapes, men inget soloalbum släpptes. I början av år 2000 kom dock nyheten med att Canibus skulle släppa albumet "2000 B.C" någon gång under just år 2000. 2000 stod för år 2000 och B.C för Before Can-I-Bus. Han skulle gå tillbaka till glansdagarna innan 1998 då han hamnade under Wyclef Jeans vingar. "2000 B.C" är enligt många[källa behövs] av Canibus fans ett av hans bästa album någonsin, men försäljningssiffrorna var inte höga[källa behövs]. Några orsaker var bristen på marknadsföring[källa behövs] av albumet. Canibus skivbolag Universal lät göra en enda musikvideo till skivan, videon till "Mic-Nifficent". "2000 B.C" drabbades också mycket hårt[källa behövs] av piratkopiering.
På grund av misslyckandena med sina två första album gick Canibus i något som han själv beskriver[källa behövs] som en depression och 2001 släpptes nästa album kallat "C True Hollywood Stories". Ett album som många ser som det sämsta[källa behövs] han gjort. Detta album, som också nådde nya bottenresultat på försäljningslistorna, bestod till fullo av satir gentemot den dåvarande hiphopbranschen. En av låtarna på denna skiva kallad "U didn't Care" var en indirekt disslåt till Eminem[källa behövs] där han tog rollen som det besatta fanet Stan. Denna låt var en del av den konflikt som Eminem och Canibus haft sedan 1998. Vilket startade från rykten om att Eminem skulle ha spökskrivit LL Cool J's disslåt till Canibus.
Mellan 2001 och 2003 släppte Canibus albumen "Micclub: The curriculum" och "Rip the Jacker". Dessa album fick båda bra kritik[källa behövs] men på grund av den dåliga publicitet som Canibus fått åren innan såldes få exemplar. "Rip the Jacker"(2003) ses som ett banbrytande album[källa behövs] inom hiphopen och innehåller lysande exempel[källa behövs] på Canibus förmåga att skriva bra texter. I samband med dessa två album blev ett stilbyte tydligt, från punchlines till metaforer med teman som filosofi, historia, kvantfysik.
2004 släppte Canibus det mer kommersiellt inriktade albumet "Hip Hop for $ale" som till stor del producerades av den förhållandevis kände producenten Nottz. Albumet var enligt vissa ett försök från Canibus att för en gångs skull slå sig in på topplistorna men många låtar på skivan innehöll också satir mot den nuvarande stämningen inom hiphopen och kritik mot kommersialismen. Albumet fick låga försäljningssiffror men blev också bootleggat mycket tidigt i produktionen, vilket ledde till att många låtar släpptes på ett separat mixtape gratis.
Vid sidan av sin solokarriär släppte Canibus också 2003 och 2005 två album med grupperna The four Horsemen respektive Cloak N Dagga. The four Horsemen består av rapparna Ras Kass, Killah Priest, Kurupt och Canibus, vilket är en imponerande[källa behövs] uppställning, men skivan sålde mycket dåligt precis som de flesta av Canibus album gjort efter hans storhetsperiod kring millennieskiftet. Gruppen Cloak N Dagga bestod av Canibus och rapparen Phoenix Orion som tillsammans med producenten Black Kobra gjorde albumet "Def Con Zero". Även detta sålde mycket dåligt och fick sval kritik[källa behövs].
Nästa steg i Canibus karriär blev skivan "For Whom The Beat Tolls". Medverkar på skivan gör bland andra Vinnie Paz från Jedi Mind Tricks, K-Solo och Killah Priest. Skivan har hittills fått relativt dålig kritik[källa behövs] men bland de egna fansen uppskattas den mycket högt[källa behövs].
Från 2001 och framåt har personer så som H.P. Lovecraft, Robert Oppenheimer, Nikola Tesla och Edgar Allan Poe varit stora inspirationskällor, baserat på referenserna i Canibus låttexter.

## Militär karriär
År 2002 tog Canibus värvning i USA:s armé av oklara skäl[källa behövs]. Enligt vissa källor påverkades han av 11 september-attackerna medan han i en intervju sagt att det var för att han ville komma iväg från musiken. I maj 2003 graduerade han från Fort Knox och började som rekognoseringsspecialist. 2004 avskedades han för innehav av marijuana[källa behövs].

## Diskografi

### Album (solo)
- Can-I-Bus (1998)
- 2000 B.C (2000)
- C! True Hollywood Stories (2001)
- Mic Club: The Curriculum (2002)
- Rip The Jacker (2003)
- Mind Control (2005)
- Hip-Hop for sale (2005)
- For Whom The Beat Tolls (2007)
- Melatonin Magik (2010)
- C of Tranquility (2010)
- Lyrical Law (2011)
- Fait Accompli (2014)[7]
- Rip the Jacker II: Infinity (TBA)

### Album (grupp)
- T.H.E.M - Lyrical Warfare (1993)

- The HRSMN - Horsemen Projekt (2003)
- Cloak N Dagga - Def Con Zero (2005)
- The Undergods - In Gods We Trust, Crush Microphones to Dust (2011)
- Almighty - The 2nd Coming (2013)
- Canibus & Mark Deez - Crisis Music (TBA)

## Mixtapes
- My name is nobody (2003)
- The brainstream (2003)
- Mic Club masters vol.1 (2005)
- For Whom The Beat Tolls (2007)

## Filmer
- Bamboozled (2000)
- Beef 2 Documentary (2004)
- The MC: Why We Do It (2004)